# Joachim von Amsberg (Bankmanager)

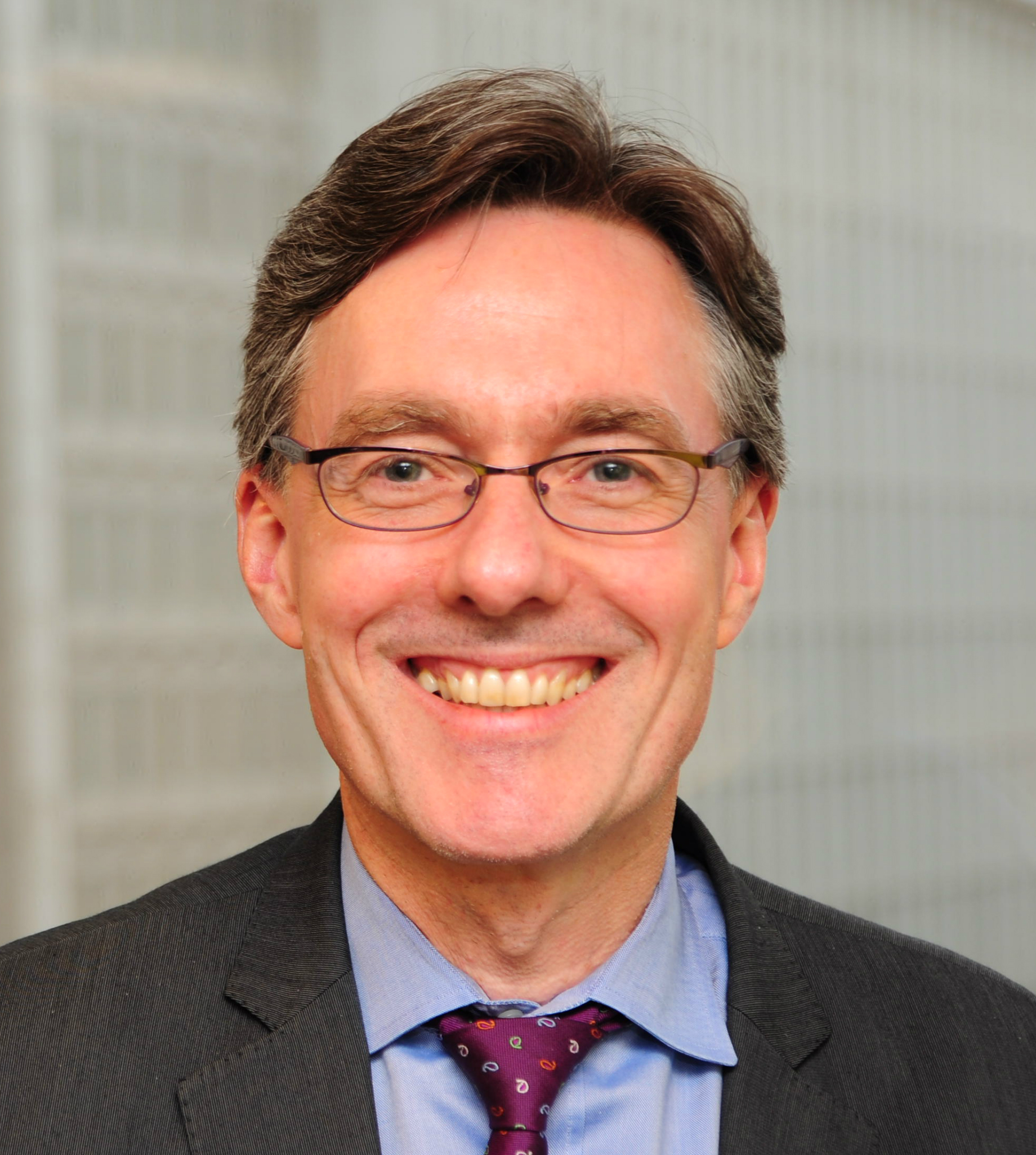
Joachim von Amsberg, 2015

Joachim von Amsberg (* 23. Juni 1964 in Berlin) ist ein deutscher Ökonom und Banker.
Er wurde am 5. Februar 2016 vom Präsidenten der Asiatischen Infrastruktur-Investitionsbank (AIIB), Jin Liqun, zum Vizepräsidenten für Politik und Strategie ernannt. Er ist unter anderem für die Entwicklung und die Umsetzung der Strategie und des Investmentportfolios der AIIB verantwortlich. Auch die Überwachung der Einhaltung von Standards und Verfahren des operationellen Geschäfts gehört zu seinem Aufgabenbereich. Er war zuvor Vizepräsident der Weltbank für Entwicklungsfinanzierung und dabei verantwortlich für die Wiederauffüllung und das Management von IDA (Internationale Entwicklungsorganisation) der Weltbank, globale Partnerschaften, das Treuhandgeschäft der Weltbank und innovative Finanzierungslösungen. Er verhandelte für die Weltbank die siebzehnte Wiederauffüllungsrunde der Internationale Entwicklungsorganisation. Er war früher Direktor der Weltbank für die Philippinen und Indonesien. Er war für die Unterstützung der Weltbank an Indonesien während der globalen Finanzkrise und für die Arbeit zum Wiederaufbau von Aceh zuständig.
Von Amsberg wuchs in Berlin in Lüneburg auf. Nach dem Abitur an der Wilhelm-Raabe-Schule in Lüneburg studierte er an der Technischen Universität Berlin und der University of British Columbia in Vancouver. Seine Promotion (1993) behandelt Themen der Dauerhaftigkeit und der Bepreisung von Treibhausgasemissionen. Er ist der Vater und Stiefvater von fünf Kindern und stammt, wie sein Vater Kirchenmusiker Dietrich von Amsberg, sowie wie der Vater des Königs der Niederlande, der 2002 verstorbene Prinzgemahl Claus, aus der Familie Amsberg.